# Капу Пискулуј (Годени)
Капу Пискулуј (рум. Capu Piscului) насеље је у Румунији у округу Арђеш у општини Годени. Oпштина се налази на надморској висини од 476 m.

## Становништво
Према подацима из 2002. године у насељу је живело 1117 становника, од којих су сви румунске националности.